# Krefelder Fußball-Club Uerdingen 05 2000-2001
Questa voce raccoglie le informazioni riguardanti il Krefelder Fußball-Club Uerdingen 05 nelle competizioni ufficiali della stagione 2000-2001.

## Stagione
Nella stagione 2000-2001 l'Uerdingen, allenato da Jos Luhukay, concluse il campionato di Regionalliga nord al 12º posto.

## Rosa
| N. |                        | Ruolo | Calciatore            |
| -- | ---------------------- | ----- | --------------------- |
| 3  | Paesi Bassi (bandiera) | D     | Maurice Koenen        |
| 4  | Rep. Ceca (bandiera)   | D     | Miroslav Janota       |
| 6  | Germania (bandiera)    | C     | Thorsten Schmugge     |
| 7  | Italia (bandiera)      | A     | Giancarlo Fiore       |
| 10 | Germania (bandiera)    | C     | Erwin Bradasch        |
| 12 | Germania (bandiera)    | C     | Stephan Maaß          |
| 15 | Germania (bandiera)    | C     | Orhan Özkaya          |
| 16 | Cile (bandiera)        | A     | Sebastian Rodriguez   |
| 19 | Germania (bandiera)    | D     | Marcel Domogalla      |
| 21 | Germania (bandiera)    | D     | Enrico Kowski         |
| 24 | Germania (bandiera)    | C     | Sebastian Kaul        |
| 25 | Germania (bandiera)    | C     | Andreas Passerschröer |
| 40 | Polonia (bandiera)     | C     | Wojciech Choroba      |

| N. |                       | Ruolo | Calciatore           |
| -- | --------------------- | ----- | -------------------- |
|    | Germania (bandiera)   | P     | Sebastian Selke      |
|    | Germania (bandiera)   | P     | Stefan Wächter       |
|    | Slovacchia (bandiera) | D     | Vladimir Hyza        |
|    | Senegal (bandiera)    | D     | Adama Niang          |
|    | Germania (bandiera)   | D     | Dominique Schaub     |
|    | Germania (bandiera)   | C     | Dominik Besser       |
|    | Ucraina (bandiera)    | C     | Ihor Dotsenko        |
|    | Slovenia (bandiera)   | C     | Rudi Istenič         |
|    | Germania (bandiera)   | C     | Markus Staar         |
|    | Germania (bandiera)   | C     | Fatih Yildirim       |
|    | Islanda (bandiera)    | A     | Baldur Aðalsteinsson |
|    | Nigeria (bandiera)    | A     | James Igwilo         |
|    | Italia (bandiera)     | A     | Raffael Tonello      |

## Organigramma societario
Area tecnica
- Allenatore: Jos Luhukay
- Allenatore in seconda:
- Preparatore dei portieri:
- Preparatori atletici:
- Analisi video:

## Calciomercato

### Sessione estiva
| Acquisti | Acquisti             | Acquisti           | Acquisti |
| R.       | Nome                 | da                 | Modalità |
| -------- | -------------------- | ------------------ | -------- |
| A        | Baldur Aðalsteinsson | ÍA Akraness        |          |
| D        | Gunnlaugur Jónsson   | ÍA Akraness        |          |
| P        | Michal Baláž         | SV Wilhelmshaven   |          |
| P        | Ibrahim Bolu         | Eintracht Treviri  |          |
| D        | Božidar Cosic        | Jong Utrecht       |          |
| D        | Vladimir Hyza        | Siegen             |          |
| A        | James Igwilo         | Wuppertal          |          |
| D        | Maurice Koenen       | Straelen           |          |
| D        | Enrico Kowski        | Fortuna Düsseldorf |          |
| C        | Stephan Maaß         | Paderborn          |          |
| C        | Thorsten Schmugge    | Wattenscheid 09    |          |
| P        | Sebastian Selke      | Colonia            |          |
| C        | Markus Staar         | Rot-Weiss Essen    |          |
| P        | Stefan Wächter       | Bochum             |          |

| Cessioni | Cessioni         | Cessioni          | Cessioni |
| R.       | Nome             | a                 | Modalità |
| -------- | ---------------- | ----------------- | -------- |
| D        | Joachim Hopp     | Duisburg          |          |
| C        | Stanley Aborah   | Cappellen         |          |
| C        | Markus Kernal    | TeBe Berlino      |          |
| C        | Sergej Korobka   | Wattenscheid 09   |          |
| A        | David Kříž       | Bohemians Praga   |          |
| P        | Tomasz Kuszczak  | Hertha Berlino II |          |
| C        | Stefan Majek     | Fortuna Colonia   |          |
| D        | Thomas Ridder    | Fortuna Colonia   |          |
| A        | Sven Schuchardt  | Fortuna Colonia   |          |
| P        | Christian Vander | Bochum            |          |

### Sessione invernale
| Acquisti | Acquisti        | Acquisti | Acquisti |
| R.       | Nome            | da       | Modalità |
| -------- | --------------- | -------- | -------- |
| A        | Raffael Tonello | Siegen   |          |

| Cessioni | Cessioni           | Cessioni             | Cessioni |
| R.       | Nome               | a                    | Modalità |
| -------- | ------------------ | -------------------- | -------- |
| D        | Gunnlaugur Jónsson | ÍA Akraness          |          |
| P        | Michal Baláž       | Siegen               |          |
| P        | Ibrahim Bolu       | Türkiyemspor Berlino |          |
| D        | Božidar Cosic      | Voždovac             |          |
| A        | Daniel Teixeira    | Union Berlino        |          |
| D        | Peter Kushev       | Rot-Weiß Erfurt      |          |

## Risultati

### Regionalliga nord

#### Girone di andata
| Arbitro: | Hems |

|                                                          |           |                            |
| Teichmann 12’ Ebbers 29’, 90’ Lintjens 45’ Katriniok 46’ | Marcatori | 18’ Maaß 19’, 50’ Teixeira |

| Arbitro: | Melms |

|              |           |  |
| Teixeira 42’ | Marcatori |  |

| Arbitro: | Minskowski |

|                  |           |                                                          |
| Jesse 29’ (rig.) | Marcatori | 3’, 9’, 41’, 65’, 72’ Teixeira 62’ Bradasch 80’ Schmugge |

| Arbitro: | Grabanowski |

|              |           |              |
| Teixeira 63’ | Marcatori | 24’ Georgiev |

| Arbitro: | Strampe |

|  |           |             |
|  | Marcatori | 53’ Istenič |

| Arbitro: | Otte |

|  |           |                      |
|  | Marcatori | 11’ Ridder 90’ Majek |

| Potsdam 9 settembre 2000, ore 14:00 CEST 7ª giornata | Babelsberg | 0 – 0 referto | Uerdingen 05 | Stadio Karl Liebknecht (1 918 spett.)\| Arbitro: \| Hems \| |
| Arbitro:                                             | Hems       |               |              |                                                             |

| Arbitro: | Gagelmann |

|                                                         |           |              |
| Fiore 15’, 51’ Istenič 33’ Koenen 41’ Teixeira 50’, 76’ | Marcatori | 24’ Castilla |

| Arbitro: | Marks |

|                     |           |                             |
| Marin 4’ Putilo 65’ | Marcatori | 36’ Hopp 66’ Fiore 77’ Maaß |

| Arbitro: | Reimer |

|  |           |                                  |
|  | Marcatori | 16’ Zimin 65’ Nouri 85’ Borowski |

| Arbitro: | Weiner |

|  |           |            |
|  | Marcatori | 39’ Kushev |

| Arbitro: | Perschke |

|              |           |             |
| Teixeira 55’ | Marcatori | 61’ Claaßen |

| Arbitro: | Meyer |

|                                         |           |                     |
| Schmidt 33’ Diebitz 45’ Bustos 62’, 67’ | Marcatori | 77’ (rig.) Teixeira |

| Arbitro: | Schriever |

|  |           |                      |
|  | Marcatori | 41’ Raschke 69’ Karp |

| Arbitro: | Hielscher |

|                                      |           |             |
| Goch 41’ Winter 65’ Meyer 79’ (rig.) | Marcatori | 88’ Jónsson |

| 11 novembre 2000 16ª giornata |  | – turno di riposo |  |  |

| Arbitro: | Gräfe |

|                           |           |                      |
| Teixeira 31’ Bradasch 86’ | Marcatori | 3’ Dengel 56’ Homola |

| Arbitro: | Bley |

|           |           |                                       |
| Baich 64’ | Marcatori | 19’ Bradasch 22’ Schmugge 52’ Istenič |

| Arbitro: | Thomßen |

|               |           |               |
| Rodriguez 70’ | Marcatori | 9’ (rig.) Isa |

#### Girone di ritorno
| Arbitro: | Beitzel |

|                                                |           |                        |
| Jónsson 3’ Maaß 46’ Schmugge 48’ Rodriguez 87’ | Marcatori | 26’, 29’ (rig.) Ebbers |

| Arbitro: | Soltow |

|                                                             |           |  |
| Rodrigues 26’ Falk 34’ Griffiths 60’, 87’ (rig.) Endres 71’ | Marcatori |  |

| Arbitro: | Weber |

|  |           |                                 |
|  | Marcatori | 32’ (aut.) Koenen 72’ Steinhauf |

| Arbitro: | Melms |

|                     |           |  |
| Härtel 40’ Klee 60’ | Marcatori |  |

| Arbitro: | Hahne |

|             |           |  |
| Istenič 74’ | Marcatori |  |

| Arbitro: | Jung |

|                |           |                   |
| Schuchardt 23’ | Marcatori | 29’ Kaul 56’ Maaß |

| Arbitro: | Meiwes |

|              |           |  |
| Dotsenko 40’ | Marcatori |  |

| Arbitro: | Fleske |

|                                         |           |           |
| Castilla 2’, 37’ Przondziono 68’ (rig.) | Marcatori | 24’ Fiore |

| Arbitro: | Bley |

|                              |           |            |
| Fiore 45’, 82’ Rodriguez 80’ | Marcatori | 47’ Putilo |

| Arbitro: | Thomßen |

|                  |           |  |
| Schierenbeck 78’ | Marcatori |  |

| Arbitro: | Aust |

|                           |           |  |
| Rodriguez 72’ Istenič 89’ | Marcatori |  |

| Arbitro: | Marks |

|                |           |  |
| Ivanauskas 21’ | Marcatori |  |

| Arbitro: | Grabanowski |

|  |           |           |
|  | Marcatori | 56’ Lucic |

| Arbitro: | Meiwes |

|                            |           |  |
| Raschke 1’, 13’ Bilgin 78’ | Marcatori |  |

| Arbitro: | Hems |

|                         |           |             |
| Dotsenko 13’ Janota 42’ | Marcatori | 6’ Rogowski |

| 19 maggio 2001 35ª giornata |  | – turno di riposo |  |  |

| Arbitro: | Hahne |

|                                                  |           |              |
| Kruppke 5’, 72’ Vysniauskas 83’ Mbwando 85’, 90’ | Marcatori | 44’ Dotsenko |

| Arbitro: | Gräfe |

|              |           |          |
| Bradasch 22’ | Marcatori | 53’ Rose |

| Arbitro: | Weiner |

|                                         |           |  |
| Koilov 35’, 88’ Teixeira 47’ Bozsik 62’ | Marcatori |  |

## Statistiche

### Statistiche di squadra
| Competizione      | Punti | In casa | In casa | In casa | In casa | In casa | In casa | In trasferta | In trasferta | In trasferta | In trasferta | In trasferta | In trasferta | Totale | Totale | Totale | Totale | Totale | Totale | DR  |
| Competizione      | Punti | G       | V       | N       | P       | Gf      | Gs      | G            | V            | N            | P            | Gf           | Gs           | G      | V      | N      | P      | Gf     | Gs     | DR  |
| ----------------- | ----- | ------- | ------- | ------- | ------- | ------- | ------- | ------------ | ------------ | ------------ | ------------ | ------------ | ------------ | ------ | ------ | ------ | ------ | ------ | ------ | --- |
| Regionalliga nord | 48    | 18      | 8       | 5       | 5       | 26      | 21      | 18           | 6            | 1            | 11           | 24           | 41           | 36     | 14     | 6      | 16     | 50     | 62     | -12 |
| Totale            | 48    | 18      | 8       | 5       | 5       | 26      | 21      | 18           | 6            | 1            | 11           | 24           | 41           | 36     | 14     | 6      | 16     | 50     | 62     | -12 |

### Andamento in campionato
| Giornata  | 1  | 2  | 3 | 4 | 5 | 6 | 7 | 8 | 9 | 10 | 11 | 12 | 13 | 14 | 15 | 16 | 17 | 18 | 19 | 20 | 21 | 22 | 23 | 24 | 25 | 26 | 27 | 28 | 29 | 30 | 31 | 32 | 33 | 34 | 35 | 36 | 37 | 38 |
| --------- | -- | -- | - | - | - | - | - | - | - | -- | -- | -- | -- | -- | -- | -- | -- | -- | -- | -- | -- | -- | -- | -- | -- | -- | -- | -- | -- | -- | -- | -- | -- | -- | -- | -- | -- | -- |
| Luogo     | T  | C  | T | C | T | C | T | C | T | C  | T  | C  | T  | C  | T  |    | C  | T  | C  | C  | T  | C  | T  | C  | T  | C  | T  | C  | T  | C  | T  | C  | T  | C  |    | T  | C  | T  |
| Risultato | P  | V  | V | N | V | P | N | V | V | P  | V  | N  | P  | P  | P  |    | N  | V  | N  | V  | P  | P  | P  | V  | V  | V  | P  | V  | P  | V  | P  | P  | P  | V  |    | P  | N  | P  |
| Posizione | 16 | 11 | 4 | 4 | 3 | 5 | 5 | 2 | 2 | 3  | 3  | 3  | 6  | 8  | 9  | 10 | 11 | 8  | 9  | 7  | 9  | 10 | 11 | 10 | 7  | 7  | 7  | 7  | 7  | 7  | 7  | 8  | 10 | 8  | 9  | 9  | 10 | 12 |

Legenda:

Luogo: C = Casa; T = Trasferta. Risultato: V = Vittoria; N = Pareggio; P = Sconfitta.

### Statistiche dei giocatori
| B. Aðalsteinsson | 4  | 0  | 0  | 0 |
| M. Baláž         | 1  | 0  | 0  | 0 |
| D. Besser        | 1  | 0  | 0  | 0 |
| K. Boboye        | 2  | 0  | 0  | 0 |
| I. Bolu          | 1  | 0  | 0  | 0 |
| E. Bradasch      | 32 | 4  | 3  | 0 |
| W. Choroba       | 23 | 0  | 2  | 1 |
| M. Domogalla     | 3  | 0  | 0  | 0 |
| I. Dotsenko      | 10 | 3  | 0  | 0 |
| G. Fiore         | 34 | 6  | 4  | 1 |
| J. Hopp          | 14 | 1  | 2  | 0 |
| V. Hyza          | 12 | 0  | 1  | 0 |
| J. Igwilo        | 13 | 0  | 0  | 0 |
| R. Istenič       | 31 | 5  | 5  | 0 |
| M. Janota        | 29 | 1  | 8  | 0 |
| G. Jónsson       | 18 | 2  | 4  | 0 |
| S. Kaul          | 25 | 1  | 2  | 0 |
| M. Koenen        | 31 | 1  | 10 | 1 |
| E. Kowski        | 28 | 0  | 3  | 0 |
| P. Kushev        | 11 | 1  | 2  | 0 |
| S. Maaß          | 31 | 4  | 4  | 0 |
| A. Niang         | 12 | 0  | 4  | 1 |
| A. Passerschröer | 0  | 0  | 0  | 0 |
| S. Rodriguez     | 15 | 4  | 1  | 0 |
| D. Schaub        | 2  | 0  | 0  | 0 |
| T. Schmugge      | 31 | 3  | 8  | 1 |
| S. Selke         | 14 | 0  | 0  | 0 |
| M. Staar         | 0  | 0  | 0  | 0 |
| D. Teixeira      | 16 | 14 | 2  | 1 |
| R. Tonello       | 6  | 0  | 0  | 0 |
| S. Wächter       | 20 | 0  | 0  | 0 |
| F. Yildirim      | 2  | 0  | 1  | 0 |
| O. Özkaya        | 26 | 0  | 6  | 0 |